# Neuer Hafen (Bremerhaven)

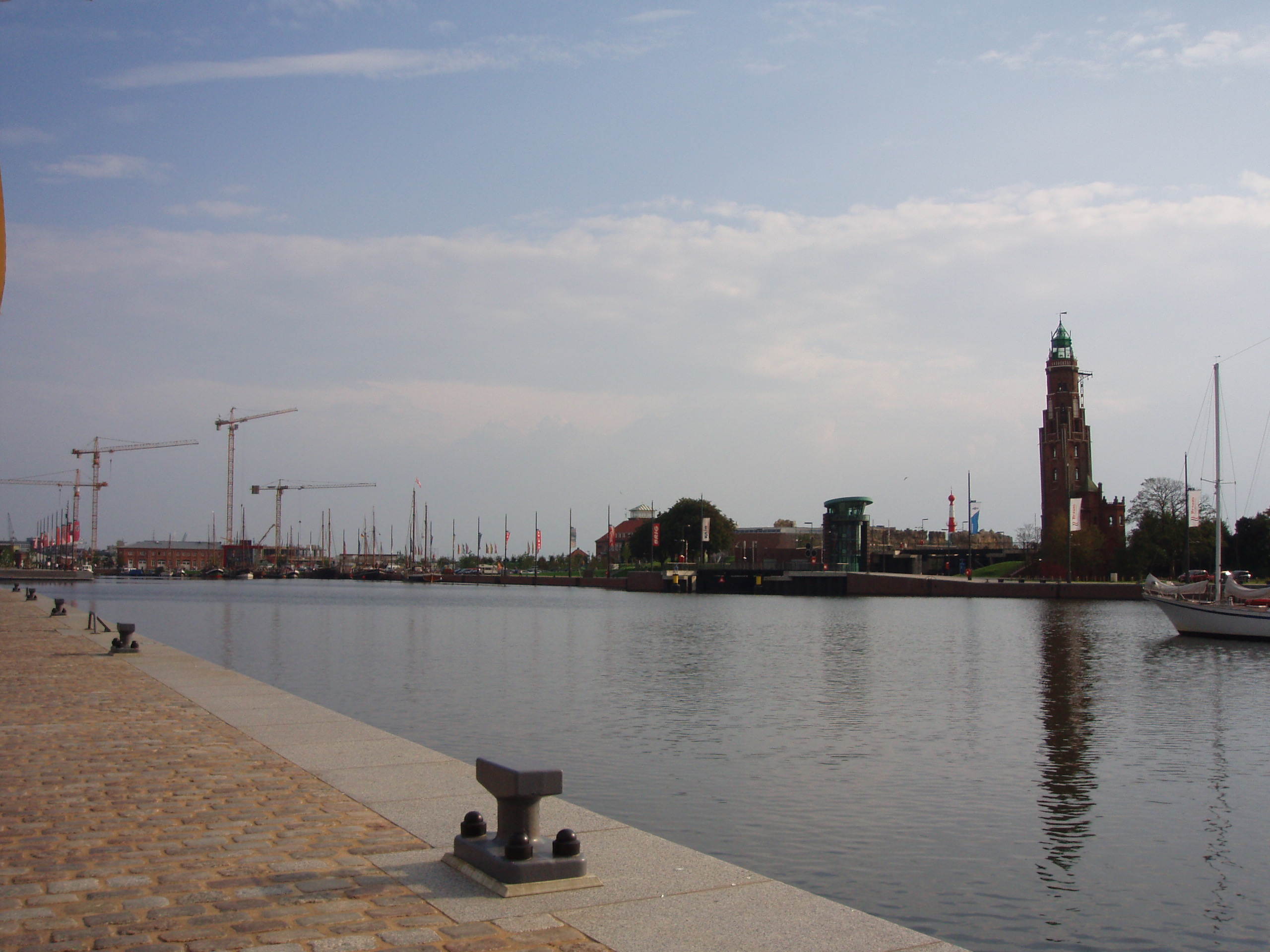
Az Új kikötő napjainkban

A Neuer Hafen (magyarul: Új kikötő) volt a második mesterséges kikötőmedence, amelyet Bréma városállam hozott létre a mai Bremerhaven területén. Az egykoron az európai kivándorlók behajózását szolgáló kikötőmedence még ma is működik, területén sporthajók és yachtok kikötőhelyei sorakoznak.

## Története
A bremerhaveni kikötő 1830-as megnyitása után a hajóforgalom gyorsan növekedett és hamarosan meghaladta a Régi Kikötő kapacitását. Nem csak a rakpartok hossza volt elégtelen, de a kikötőmedence vize is túl sekélynek bizonyult az egyre növekvő merülésű korszerű hajók számára. Az Amerikába induló gőzhajóknak a Régi kikötőnél nagyobb zsilipre volt szükségük. A brémai szenátus az 1840-es évek közepén határozta el az újabb bremerhaveni dokk építését. Az új kikötői terület megtervezésére és kivitelezésére a Régi Kikötőt 15 évvel korábban megálmodó Jacobus Johannes van Ronzelen holland vízügyi mérnököt kérték fel. Az építkezés 1847-ben kezdődött északnyugatra a már működő Régi kikötőtől. A Hannoveri Királyság azonban nem nézte jó szemmel az önálló brémai kikötő fellendülését és diplomáciai konfliktusba keveredett a hanza-várossal, a munkálatok leálltak.

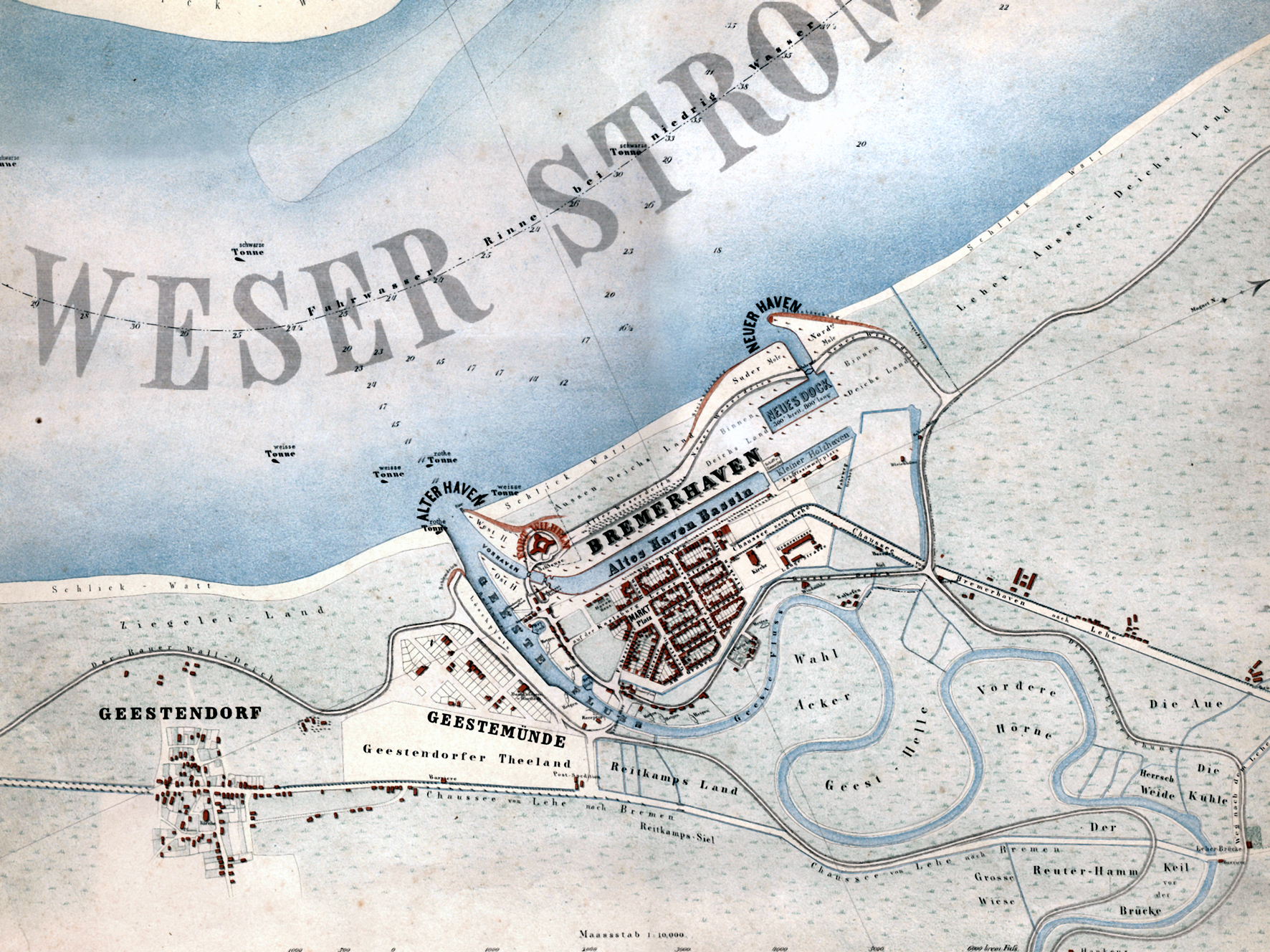
Bremerhaven az Új kikötő építésének idején

A Neuer Hafennek elkeresztelt létesítmény építése csak 1851-ben indulhatott újra és egy évvel később nyíltak meg az új rakpartok. Az Új kikötő hossza 230, szélessége 85 méter volt, északkeleti sarkában ennél valamivel szélesebb. Az új medence vízfelülete nem csatlakozott a Régi Kikötőhöz, közvetlenül a Weserről egy zsilipen keresztül volt megközelíthető. A zsilip a 19. század közepén hatalmasnak számító, 22 méter szélességű hajókat is képes volt átengedni. 1854-ben a kikötőmedence bejáratához egy neogótikus világítótornyot építettek. A forgalom további növekedése miatt a Neuer Hafen rakpartjainak hosszát 1858-ban megnövelték, 1860 és '62 között pedig az egész kikötőmedencét észak és dél felé is meghosszabbították. A 19. század második felében telepedett meg a Neuer Hafen mellett a Norddeutscher Lloyd hajózási társaság, amely az Észak-Amerikába tartó kivándorlóhajókat üzemeltette. A Neuer Hafen rakpartjairól az európai kivándorlók százezrei indultak útnak Amerika felé. 1900-ban a zsilipkapukat kicserélték, de a kikötő forgalma ez idő tájt már csak stagnált. 1929-ben átjárót nyitottak a Régi Kikötő irányába, majd az tőle északra elterülő új Kaiserhafen irányába is. A Neuer Hafen saját zsilipjét 1937-ben lezárták, 1944-ben pedig véglegesen felszámolták. Helyén ma egy toronyház áll.

## A Neuer Hafen napjainkban
A második világháború után a Neuer Hafent lezárták, partjain megszűnt a kereskedelmi hajók forgalma. A kialakuló bremerhaveni belváros szívében fekvő kikötőmedence rakpartjain ma parkok, éttermek és sétányok találhatóak. A kikötő vizén múzeumhajók, yachtok és sportcsónakok kikötőhelyei sorakoznak. 2005-ben felújították az északi zsilipet, amelynek segítségével akár 50 méteres hosszúságú hajók is befuthatnak a Neuer Hafen vizére. Az egykori zsilip Weser-oldali előterében ma a bremerhaveni kikötőben dolgozó vontatóhajók állomásoznak.

## Fordítás
- Ez a szócikk részben vagy egészben  a   Neuer Hafen (Bremerhaven) című német Wikipédia-szócikk ezen változatának fordításán alapul.  Az eredeti cikk szerkesztőit annak laptörténete sorolja fel. Ez a jelzés csupán a megfogalmazás eredetét és a szerzői jogokat jelzi, nem szolgál a cikkben szereplő információk forrásmegjelöléseként.

## Külső hivatkozások
- Bremerhaven város honlapja (németül)
- A bremerhaveni hajógyárak története (németül)